# Grünberg (Familienname)
Grünberg bzw. Gruenberg ist der Familienname folgender Personen:
- Adrian Grünberg (* 1975), amerikanischer Filmregisseur
- Alexander Grünberg (* 1977), deutscher Schauspieler
- Alfred Grünberg (1901–1942), deutscher Arbeiter, KPD-Mitglied und Widerstandskämpfer gegen den Nationalsozialismus
- Arnon Grunberg (* 1971), niederländischer Autor
- Bernhard Grünberg (1923–2021), deutsch-britischer Überlebender des Holocaust
- Bernhard von Grünberg (* 1945), deutscher Politiker (SPD), Mitglied des nordrhein-westfälischen Landtags
- Carl Grünberg (1861–1940), Begründer des Archivs für die Geschichte des Sozialismus und der Arbeiterbewegung
- Carl Friedrich Rudolph von Grünberg (1785–1850), königlich-sächsischer Oberhofgerichtsrat, preußischer Landrat und Abgeordneter
- Christian Grünberg (1639–1709), Mathematiker, Autor, Drucker, Verleger
- Cornelia Grünberg (* 1959), deutsche Regisseurin
- Elfriede Grünberg (1929–1942), junges Opfer des Nationalsozialismus und Namensgeberin des Elfriede-Grünberg-Preises
- Florence Guggenheim-Grünberg (1898–1989), jüdische Forscherin
- Friedrich Rudolph von Grünberg (1748–1822), kursächsischer bzw. ab 1806 königlich-sächsischer Kammerherr und Rittergutsbesitzer
- Gerhard Grünberg (* 1920), deutscher Oberst im Ministerium für Staatssicherheit (MfS) der DDR
- Georg Grünberg (1906–1976), deutscher SS-Obersturmführer und KZ-Lagerführer
- Georg Grünberg (Ethnologe) (* 1943), österreichischer Ethnologe, Lateinamerika-Forscher und Hochschullehrer
- Georg Abraham von Grünberg (1603–1672), Amtshauptmann von Cottbus und Peitz
- Gottfried Grünberg (1899–1985), Mitglied der Gruppe Sobottka, stellvertretender Verteidigungsminister der DDR
- Grethe Grünberg (* 1988), estnische Eistänzerin
- Hannelore Grünberg-Klein (1927–2015), deutsche Holocaust-Überlebende und Autorin
- Hans-Bernhard von Grünberg (1903–1975), deutscher Jurist, Rektor der Universität Königsberg
- Hans-Hennig von Grünberg (* 1965), deutscher Physiker und Hochschulpräsident
- Hans-Ulrich Grünberg (* 1956), deutscher Schachspieler
- Harri Grünberg (* 1951), deutsch-israelischer Linken-Politiker und Schriftsteller
- Heinrich I. von Grünberg, (?–1335), Bischof von Naumburg
- Helene Grünberg (1874–1928), deutsche Schneiderin und Politikerin (SPD)
- Hubertus von Grünberg (* 1942), deutscher Manager
- Hugo Grünberg (1896–1942), jüdischer Fußballschiedsrichter des Werder Bremen
- Isak Grünberg (1897–1953), jüdisch-österreichischer Literat und Übersetzer
- Johann Grünberg, deutscher Buchdrucker („Lutherdrucker“), siehe Johann Gronenberg
- Johann Ludwig von Grünberg (1726–1799), königlich-preußischer Generalmajor
- Johann Peter Grünberg (1668–1712), deutscher Lehrer, Theologe, Schriftsteller und Konsistorialrat
- Johanna Grünberg (1773–1847), deutsche Schauspielerin und Schriftstellerin, siehe Johanna Franul von Weißenthurn
- Julia Grünberg (1827–1904), Pianistin
- Julius Grünberg (1853–1900), deutscher Zeitschriftenherausgeber in St. Petersburg
- Karl Grünberg (Politiker) (1847–1906), deutscher Unternehmer und Politiker (SPD), MdR
- Karl Grünberg (Mediziner) (1875–1932), deutscher HNO-Arzt und Hochschullehrer
- Karl Grünberg (Schriftsteller) (1891–1972), deutscher Schriftsteller und Journalist
- Karl Gruenberg (1928–2007), britischer Mathematiker
- Karol Grünberg (1923–2012), polnischer Historiker
- Kira Grünberg (* 1993), österreichische Politikerin (ÖVP) und ehemalige Stabhochspringerin
- Klaus Grünberg (* 1941), deutscher Schauspieler
- Klaus Grünberg (Bühnenbildner) (* 1969), deutscher Bühnenbildner und Lichtdesigner
- Konstantin Wassiljewitsch Grünberg (* 1944), sowjetisch-russischer Bildhauer
- Louis Gruenberg (1884–1964), US-amerikanischer Pianist und Komponist
- Lilly Grünberg, deutsche Schriftstellerin
- Marie Grünberg (1903–1986), Gerechte unter den Völkern
- Martin Grünberg (1655–1706), Architekt
- Matthias Grünberg (* 1961), Jurist, Vizepräsident des Sächsischen Oberverwaltungsgerichts
- Max Grünberg (Violinist) (1852–1940), deutscher Violinist, Komponist, Autor, Musikpädagoge
- Max Grünberg (Schauspieler) (1876–1943), Berliner Schauspieler
- Nargess Eskandari-Grünberg (* 1965), deutsche Politikerin (Grüne)
- Othmar Leixner von Grünberg (1874–1927), österreichischer Architekt, Kunstschriftsteller
- Otto Leixner von Grünberg (1847–1907), österreichisch-deutscher Schriftsteller, Literaturkritiker, Journalist und Historiker
- Paul Grünberg (1857–1919), elsässischer evangelischer Theologe
- Peter Grünberg (1939–2018), deutscher Physiker, Nobelpreis 2007
- Peter Christian Grünberg (1901–1975), nordfriesischer Heimatforscher, Sprachforscher, Schriftsteller, Übersetzer
- Rosa Grünberg (1878–1960), schwedische Opernsängerin
- Rudolf Grünberg, deutscher Kanusportler
- Sven Grünberg (* 1956), estnischer Komponist
- Theodor Koch-Grünberg (1872–1924), deutscher Völkerkundler
- Walter Grünberg (1934–1996), österreichischer Veterinärmediziner
- Walter Grünberg (Archäologe) (1906–1943), deutscher Prähistoriker
- Wolfgang Grünberg (1940–2016), deutscher evangelischer Theologe und Professor der Universität Hamburg
- Zygmunt Grünberg (1896–1945), deutsch-polnischer Architekt, NS-Opfer